# Mary Norris Dickinson

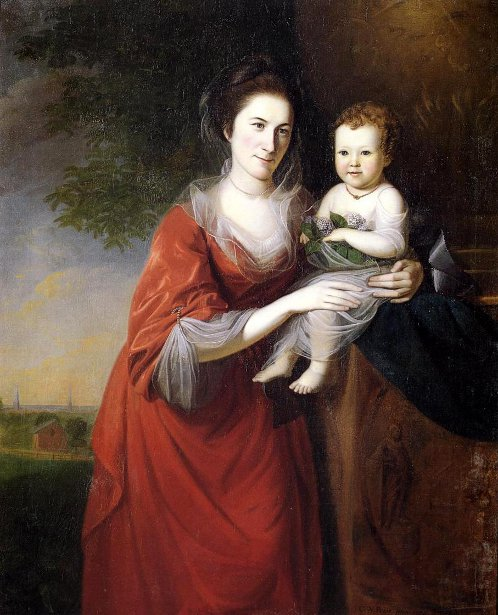
Mrs. John Dickinson (Mary Norris) and Daughter, Sallie Norris Dickinson, Charles Willson Peale, Öl auf Leinwand, 1773

Mary „Polly“ Norris Dickinson (* 17. Juli 1740 in Philadelphia, Province of Pennsylvania, British America; † 23. Juli 1803 in Wilmington, Delaware, Vereinigte Staaten) war eine frühe amerikanische Land- und Immobilienbesitzerin und -verwalterin. Sie ist für den Besitz einer der größten Bibliotheken in den amerikanischen Kolonien bekannt, ihre Beteiligung am politischen Denken der Zeit und ihre Anwesenheit bei oder in der Nähe von Veranstaltungen des Verfassungskonvents, einschließlich ihrer Heirat mit dem Gründervater John Dickinson. Das Ehepaar Dickinson vermachten einen Großteil ihrer gemeinsamen Bibliothek dem ersten College, das in den neuen Vereinigten Staaten gegründet wurde. Das College wurde von seinem Gründer Benjamin Rush ursprünglich John and Mary’s College genannt und trägt heute den Namen Dickinson College.

## Leben
Mary „Polly“ Norris wurde als Tochter von Isaac Norris und Sarah Norris, geborene Logan, geboren. Die Familie Norris gehörte zu den Quäkern. Zu ihrer Großfamilie gehörten Mitglieder der Familien Logan und Norris, die entweder der britischen Krone gegenüber loyal waren, aber für gewaltlosen Protest gegen die britische Politik eintraten, oder für die amerikanische Unabhängigkeit eintraten. Eine ihrer Cousinen aus der Familie Logan war die Dichterin Hannah Griffitts, die zu den Befürwortern des gewaltlosen Protests, aber nicht der Unabhängigkeit gehörte und als Kind eine Zeit lang mit Norris im Haus ihrer Familie gelebt hatte.
Norris war sehr gebildet und besaß eine der größten Bibliotheken der Kolonien mit etwa 1.500 Büchern sowie persönlichen und realen Besitz, darunter das Anwesen Fair Hill in der Gegend von Philadelphia. Nach dem Tod ihrer Eltern, als sie 26 Jahre alt war, führte Norris das Anwesen einige Jahre lang allein oder zusammen mit ihrer Schwester Sally. Gemessen am Zeitpunkt ihrer Heirat im Alter von 30 Jahren besaß sie außerdem ein Privatvermögen von 50.000 bis 80.000 Pfund (nach heutigem Wert etwa 10 Millionen Euro).
Norris war an der Korrespondenz mit Milcah Martha Moore, Hannah Griffitts, Samuel Fothergill, Patrick Henry, Susanna Wright, Benjamin Franklin und anderen politisch und wirtschaftlich engagierten Männern und Frauen der Kolonialzeit in Pennsylvania beteiligt, die in Moores Kollakteenbuch überliefert sind.
Am 19. Juli 1770, im Alter von 30 Jahren, heiratete Norris John Dickinson. Obwohl beide als Quäker erzogen worden waren, heirateten sie standesamtlich.  Dies führte zu Kontroversen in ihrer Großfamilie.  Das Paar hatte fünf Kinder, aber nur die Töchter Sarah und Maria erreichten das Erwachsenenalter.
John Dickinson gehörte zu den Gründervätern der Vereinigten Staaten. Obwohl er sich weigerte, die Unabhängigkeitserklärung zu unterzeichnen, weil er und die von ihm vertretenen Kreise in Pennsylvania der Meinung waren, dass dies zu Gewalt führen würde (sie zogen zivilen Ungehorsam und verbalen Protest vor) und die Kolonien noch nicht bereit wären, sich selbst zu regieren, wurde er zum Vorsitzenden des Komitees ernannt, das die Konföderationsartikel ausarbeitete. Später trat er in die Miliz von Pennsylvania ein und wurde später zum Brigadegeneral in der Kontinentalarmee ernannt, während Norris den Besitz der Familie verwaltete. Zusammen mit James Madison war er als Delegierter aus Delaware auch einer der Hauptverfasser des ersten Entwurfs und Unterzeichner der Verfassung der Vereinigten Staaten.
Das Ehepaar Dickinson teilte gemeinsame soziale, politische und wirtschaftliche Ideale und diskutierte häufig über diese Themen. Aus Frust über Dickinsons Weigerung, die Unabhängigkeitserklärung über die „[göttlichen] Rechte des Menschen“ zu unterzeichnen, soll John Adams, der der Meinung war, dass Frauen untergeordnet sein sollten, nach einem Abendessen bei den Dickinsons geäußert haben: „Wenn ich so eine Frau gehabt hätte […], hätte ich mich erschossen.“ Während Frauen in Gremien wie dem Verfassungskonvent keine direkten Entscheidungsbefugnisse in politischen, wirtschaftlichen und erzieherischen Angelegenheiten zugestanden wurden, hatten sie in Quäkerversammlungen die gleiche Stellung wie Männer inne, entsprechend der Ansicht der Quäker, dass es „bei den Seelen kein Geschlecht gibt“, und in der Kolonialzeit besaßen Frauen in der Region des Delaware Valley, die stark von Quäkern und anderen Personen mit ähnlichen Ansichten bevölkert war, mehr Einfluss als in anderen Teilen der Kolonien, einschließlich des Wahlrechts (auch wenn dieses oft mit Eigentumsanforderungen verbunden war und die das feme covert-Prinzip verheiratete Frauen daran hindern konnten, diese Anforderungen zu erfüllen).
Dickinson und ihr Mann wohnten in Fair Hill, während sie in Philadelphia waren. Während des Revolutionskriegs wurde das Anwesen auf britischen Karten als „Eigentum des Patrioten Dickinson“ ausgewiesen und später in der Schlacht von Germantown von der britischen Armee niedergebrannt. Die Bibliothek überlebte unter anderem dank ihrer dicken Mauern und ihrer Trennung vom Haupthaus.
Die Besitzverhältnisse in Fair Hill nach ihrer Heirat sind in den historischen Aufzeichnungen nicht eindeutig geklärt. Ein Mitglied der Familie Logan schrieb Jahre später in einem Tagebuch, dass das Anwesen zum Zeitpunkt der Norris-Dickinson-Ehe an einen männlichen Cousin väterlicherseits, Joseph Parker Norris, übertragen wurde, während aus anderen Aufzeichnungen hervorgeht, dass sie und ihr Ehemann nach der Heirat ihr gemeinsames Vermögen nutzten, um Fair Hill zu modernisieren und auf ihren Wunsch hin viele Jahre dort zu leben, obwohl Dickinson selbst zuvor ein anderes Haus in Philadelphia gebaut hatte.
1784 vermachten Norris und Dickinson einen Großteil ihrer gemeinsamen Bibliothek und einige Grundstücke in Carlisle, Pennsylvania, der ersten in den neuen Vereinigten Staaten gegründeten Universität, die von ihrem Gründer Benjamin Rush zu ihren Ehren ursprünglich John and Mary’s College genannt und später in Dickinson College umbenannt wurde.
Mary Norris Dickinson starb am 23. Juli 1803 in Wilmington, Delaware.